# Karoseria (magazyn)
Karoseria – półrocznik zajmujący się tematyką motoryzacyjną, a w szczególności nowymi technologiami związanymi z naprawą i konserwacją karoserii samochodowej. Wydawany przez RG MEDIA. W każdym numerze jest temat wiodący. Poza tym główne tematy to: rynek napraw, technologie blacharskie i lakiernicze, zagadnienia prawne, testy zderzeniowe i konstrukcja karoserii samochodowej. Oficjalny patron medialny Polskiej Izby Motoryzacji oraz Instytutu Technologii Karoserii. W 2019 roku redaktor naczelny, Bogusław Raatz został nominowany do nagrody w I plebiscycie dla dziennikarzy motoryzacyjnych Trade Press Award

## Redakcja i współpracownicy

### Zespół redakcyjny
- Bogusław Raatz - redaktor naczelny
- Maciej Kubiak - zastępca redaktora naczelnego
- Sławomir Zawalich - redaktor
- Krzysztof Trawczyński- redaktor
- Tomasz Tomczyk - redaktor

### Obecni i byli współpracownicy
- Marek Czarnigowski
- Maciej Brzeziński
- Marcin Żaak
- Ryszard Polit
- Wiesław Wielgołaski
- Sławomir Zawalich
- Krzysztof Trawczyński
- Marek Jankowski
- Wojciech Kubiak
- Tomasz Tomczyk
- Jakub Tomaszewski
- Tomasz Szydlak
- Grzegorz Czekiel
- Kurt Lammon
- Adrian Sklorz
- Andrzej Sadowski
- Tomasz Kałaczyński
- Marek Jankowski
- Piotr Belgrowa - grafik
- Krzysztof Raatz - grafik

## Działy
- Aktualności
- Rynek napraw
- Lakiernictwo
- Blacharstwo i diagnostyka
- Tworzywa sztuczne
- Rynek części
- Bezpieczeństwo
- Kosmetyka karoserii
- Mechanika
- Wywiad
- Felieton